# Indolestes extraneus
Indolestes extraneus är en trollsländeart som först beskrevs av James George Needham 1930.  Indolestes extraneus ingår i släktet Indolestes och familjen glansflicksländor. Inga underarter finns listade i Catalogue of Life.